# Simple Man (Lynyrd Skynyrd)
Simple Man è un brano musicale dei Lynyrd Skynyrd, pubblicato nell'album (pronounced 'lĕh-'nérd 'skin-'nérd) del 1973.
Ronnie Van Zant e Gary Rossington scrissero Simple Man poco tempo dopo la morte della nonna di Van Zant e della madre di Rossington, con l'idea di ricordarne gli insegnamenti.

## Il testo
La canzone parla di una madre che dà alcuni consigli morali al suo unico figlio.
... 

Take your time, don't live too fast
 don't forget son, there's someone up above
be a simple kind of man 
...
forget your lust for the rich man's gold,
 all that you need is in your soul.»
(Gary Rossington, Ronnie Van Zant)

## Formazione

### Gruppo
- Ronnie Van Zant - voce
- Gary Rossington - chitarra
- Allen Collins - chitarra
- Ed King - chitarra
- Billy Powell - tastiere
- Leon Wilkeson - basso[7]
- Bob Burns - batteria

### Altri musicisti
- Roosevelt Gook (Al Kooper) - organo

## Cover
- La rock band Shinedown ne ha registrato una cover acustica, inclusa nell'album Leave a Whisper del 2003.[8]
- Il gruppo musicale alternative metal Deftones ha registrato una cover del brano, inclusa nell'album B-Sides & Rarities del 2005.[9]

## Riferimenti in altri media
- È usata nei titoli di coda del film-concerto Freebird... The Movie, ed è l'unica canzone della band per la quale si utilizza la versione studio anziché live[10].
- Compare nel film Renegade - Un osso troppo duro di E.B. Clucher, con Terence Hill (1987)[11].
- È inclusa nel film Quasi famosi di Cameron Crowe del 2000[12].
- Compare nel telefilm Supernatural come intro iniziale nel episodio 3 della stagione 5.
- È inserita nel telefilm SEAL Team nell'episodio 22 della stagione 1.
- Fa parte della colonna sonora dell'ultima puntata della prima stagione del telefilm My Name Is Earl.